# Бабеєвське сільське поселення
Бабе́євське сільське поселення (рос. Бабеевское сельское поселение) — муніципальне утворення у складі Темниковського району Мордовії, Росія. Адміністративний центр — село Бабеєво.

## Історія
Станом на 2002 рік існували Бабеєвська сільська рада (село Бабеєво, присілок Високе, селища Плоське, Шайгуші), Кондровська сільська рада (село Кондровка, присілки Алкаєво, Пісочне Канаково), Кушкинська сільська рада (село Кушки, присілки Івановка, Каляєво, Третьяково), Лаврентьєвська сільська рада (село Лаврентьєво, присілок Ніколаєвка, селища Веселий, Малиновка, Шуміловка, Юзга), Лісно-Ардашевська сільська рада (село Лісне Ардашево, селища Кіцаєвка, Максима Горького, Оброчне), Лісно-Цибаєвська сільська рада (село Лісне Цибаєво, присілки Лісне Кічатово, Лісне Плуксово, Лісні Сіяли), Підгорно-Канаковська сільська рада (село Підгорне Канаково, присілки Новий Шукстелім, Підгорні Селищі, Старий Шукстелім) та Польсько-Цибаєвська сільська рада (село Польське Цибаєво, присілки Кочемасово, Польське Ардашево).
15 червня 2010 року ліквідоване Польсько-Цибаєвське сільське поселення (село Польське Цибаєво, присілки Кочемасово, Польське Ардашево) було включено до складу Кушкинського сільського поселення.
8 серпня 2013 року ліквідовані Лаврентьєвське сільське поселення (село Лаврентьєво, присілок Ніколаєвка, селища Веселий, Малиновка, Шуміловка), Лісно-Ардашевське сільське поселення (село Лісне Ардашево, селища Кіцаєвка, Максима Горького, Оброчне) та Лісно-Цибаєвське сільське поселення (село Лісне Цибаєво, присілки Лісне Кічатово, Лісне Плуксово, Лісні Сіяли) були включені до складу Бабеєвського сільського поселення.
15 червня 2015 року ліквідоване Кондровське сільське поселення (село Кондровка, присілки Алкаєво, Пісочне Канаково) було включено до складу Підгорно-Канаковського сільського поселення.
19 травня 2020 року ліквідовані Кушкинське сільське поселення (села Кушки, Польське Цибаєво, присілки Івановка, Кочемасово, Польське Ардашево, Третьяково) та Підгорно-Канаковське сільське поселення (села Кондровка, Підгорне Канаково, присілки Алкаєво, Новий Шукстелім, Підгорні Селищі, Пісочне Канаково, Старий Шукстелім) були включені до складу Бабеєвського сільського поселення.

## Населення
Населення — 1632 особи (2019, 2251 у 2010, 2916 у 2002).

## Склад
До складу поселення входять такі населені пункти:
| Населений пункт             | Населення, осіб (2002) | Населення, осіб (2010) |
| --------------------------- | ---------------------- | ---------------------- |
| Алкаєво, присілок           | 60                     | 32                     |
| Бабеєво, село               | 274                    | 236                    |
| Веселий, селище             | 85                     | 41                     |
| Високе, присілок            | 59                     | 30                     |
| Івановка, присілок          | 43                     | 39                     |
| Каляєво, присілок           | 0                      | -                      |
| Кіцаєвка, селище            | 23                     | 9                      |
| Кондровка, село             | 220                    | 185                    |
| Кочемасово, присілок        | 12                     | 1                      |
| Кушки, село                 | 350                    | 317                    |
| Лаврентьєво, село           | 158                    | 105                    |
| Лісне Ардашево, село        | 150                    | 144                    |
| Лісне Кічатово, присілок    | 14                     | 10                     |
| Лісне Плуксово, присілок    | 11                     | 8                      |
| Лісне Цибаєво, село         | 155                    | 131                    |
| Лісні Сіяли, присілок       | 113                    | 57                     |
| Максима Горького, селище    | 10                     | 3                      |
| Малиновка, селище           | 5                      | 1                      |
| Ніколаєвка, присілок        | 13                     | 7                      |
| Новий Шукстелім, присілок   | 32                     | 23                     |
| Оброчне, селище             | 32                     | 25                     |
| Підгорне Канаково, село     | 346                    | 340                    |
| Підгорні Селищі, присілок   | 52                     | 26                     |
| Пісочне Канаково, присілок  | 146                    | 113                    |
| Плоське, селище             | 131                    | 105                    |
| Польське Ардашево, присілок | 154                    | 107                    |
| Польське Цибаєво, село      | 144                    | 75                     |
| Старий Шукстелім, присілок  | 37                     | 32                     |
| Третьяково, присілок        | 45                     | 28                     |
| Шайгуші, селище             | 36                     | 14                     |
| Шуміловка, селище           | 6                      | 7                      |
| Юзга, селище                | 0                      | -                      |